# Voetbaltoto
Een voetbaltoto is een gokspel, waarin wordt ingezet op officiële voetbalwedstrijden. De naam is afkomstig van de totalisator, het geautomatiseerde systeem waarmee uitbetalingen berekend worden.

## Nederland
In Nederland wordt de voetbaltoto (samen met weddenschappen bij enkele andere sporten) landelijk georganiseerd door de organisatie De Lotto (Stichting De Nationale Sporttotalisator) onder het merk Toto.
Bij elke wedstrijd op het formulier kan men invullen: 1 (thuisploeg wint), X (gelijkspel) of 2 (uitploeg wint). Ook kan men wedden op een bepaalde score (bijvoorbeeld 2-1) of handicap.

### Geschiedenis
De voetbaltoto werd begonnen in 1956 door de KNVB en was oorspronkelijk een door de clubs georganiseerde pool onder de leden; men moest dus lid van de bond zijn om mee te kunnen spelen. Al gauw gingen er grote bedragen in om en ging de politiek zich ermee bemoeien. De Minister van Justitie wilde aanvankelijk de toto verbieden, maar kwam in 1960 met een wijziging van de Loterijwet (later opgevolgd door de Wet op de kansspelen). Sindsdien werd de toto georganiseerd door de Stichting De Nationale Sporttotalisator. Een groot deel van de opbrengst ging wel naar de voetbalbond.
De bedoeling van de toto was van een speelronde van de Ere- en/of Eerste divisie de uitslag te voorspellen. Tegenwoordig kunnen er ook wedstrijden uit het buitenland op het formulier staan.
Men kon een formulier halen, invullen en inleveren bij een sigarenhandelaar, zoals elk dorpje die wel had. Daarnaast boden tabakszaken en ook supermarkten de voetbaltoto aan en waren er 2500 fysieke verkooppunten in Nederland.
Dankzij de Wet kansspelen op afstand geïntroduceerd in 2021, is er mogelijkheid om weddenschappen te plaatsen op het Internet via een computer of een mobiele telefoon. Op dit moment zijn er 22 bedrijven die online sportweddenschappen mogen aanbieden, maar sommige van hen richten zich exclusief op online casino of hebben nog geen eigen website opgericht.
Jarenlang werden de toto-uitslagen in het radioprogramma Langs de Lijn voorgelezen door Frits van Turenhout, die er zijn bijnaam "Mister null-null" aan overhield.
Met de komst van andere loterijen zoals de Lotto in de jaren 80 daalde de belangstelling voor de Voetbaltoto nogal en liep dus ook het prijzengeld terug. Tegenwoordig zijn er allerlei varianten, zoals Toto Select, waarbij men zelf het aantal wedstrijden (minimaal 3, maximaal 6) kan bepalen, en Toto Score.

## België
In België was er tot 2013 geen voetbaltoto. De Nationale Loterij had plannen om weddenschappen te organiseren op wedstrijden uit de Belgische competitie en andere Europese landen, maar zag in maart 2006 van deze plannen af.
Op 18 oktober 2012 maakte de Nationale Loterij zijn plannen bekend om vanaf het eerste kwartaal van 2013 sportweddenschappen te organiseren onder de naam 'Scooore'.  Sinds 14 januari 2013 kan iedere week op voetbalwedstrijden uit de Eerste Klasse, Tweede Klasse en een beperkt aanbod uit internationale competities gewed worden. Daarnaast zijn inmiddels ook wedstrijden andere sporttakken toegevoegd aan het assortiment.